# ماتیاس راسموسن
ماتیاس راسموسن (انگلیسی: Mathias Rasmussen؛ زادهٔ ۲۵ نوامبر ۱۹۹۷) بازیکن فوتبال اهل نروژ است.
وی همچنین در تیم‌های ملی فوتبال [[زیر ۱۷، ۱۸، ۱۹ و ۲۱ سال نروژ بازی کرده‌است.